# Лісовий масив (Київ)
Лісови́й маси́в — житловий масив, розташований у Деснянському районі міста Києва. Забудований у період з 1965 по 1973 рік. Автори проєкту — архітектори Петро Петрушенко і Самуїл Покришевський. Первісна назва — масив Водопарк. Сучасна назва з 1973 року, від місцеположення серед Биківнянського лісу.
Масив розділений бульварами і магістралями на дев'ять мікрорайонів. Кожен мікрорайон забудований 5-, 9- і 16-поверховими житловими будинками. У громадських центрах мікрорайону розташовані школи, дитячі дошкільні і культурно-побутові заклади. Відкритий кінотеатр «Кіото» на 1100 місць. Головні магістралі — вулиця Кіото, вулиця Шолом-Алейхема і Лісовий проспект. Загальна житлова площа масиву — 960 тис. м².

## Адміністративно-територіальне підпорядкування
З 1965 року житловий масив Лісовий належав до Дарницького району, з території якого в 1969 році було виділено Дніпровський район.
30 грудня 1987 року відповідно до Указу Президії Верховної Ради УРСР зі складу Дніпровського району міста було виділено Ватутінський район, названий на честь генерала Миколи Ватутіна. До складу нового району відійшли Лісовий масив, селища Биківня і Куликове, Дарницька промзона, новий житловий масив Вигурівщина-Троєщина, планова потужність якого становила 300 тисяч мешканців. Крім того до складу району було включено село Троєщина.
Під час адміністративно-територіальної реформи в місті 2001 року територія району залишилася без змін, проте, його було перейменовано на Деснянський.

## Історія

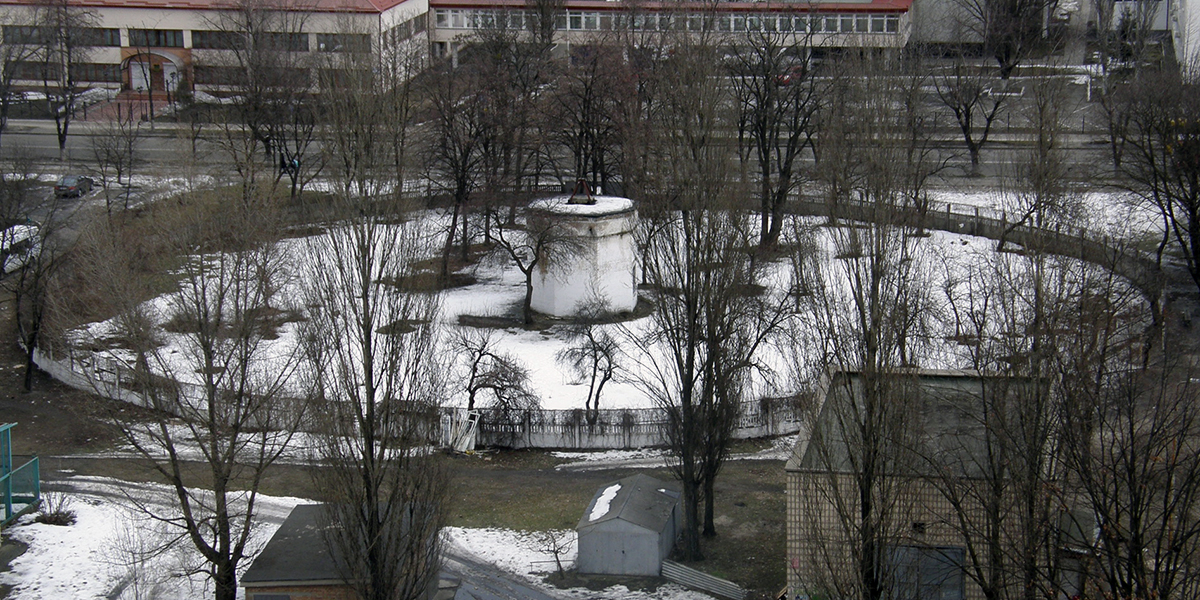
одна із артезіанських свердловин із санітарною зоною, через яких 1^{й} мікрорайон Лісового масиву названий Водопарк

Проектування забудови дніпровського лівобережжя в районі Києва почалось в 1929 році після передачі дачного поселення Дарниця, як території, що належала Чернігівській губернії, під юрисдикцію Київського міськвиконкому.[джерело?]
У 1945 році державними архітектурними майстернями, що потім стали науково-дослідним інститутом «Київпроект», під проводом керівника майстерні № 5 Мефодія Дьоміна, була розроблена «Генеральна схема планування Дарницького району м. Києва», за якою територія колишнього артилерійського полігону мала стати зоною масової жилої забудови під проектною назвою масив Північно-Броварського шосе.
На півночі та сході Лісовий масив обмежується лісом; на заході межею слугує Братиславська вулиця; на півдні — Броварський проспект.

## Архітектура
Основна забудова на житловому масиві Лісовий здійснювалась у 1965–1973 роках. Житловими вулицями Мілютенка, Шолом-Алейхема й Ореста Левицького масив поділений на 8 прямокутних мікрорайонів; дев'ятий, обмежений Лісовим проспектом, вулицями Кубанської України і Космонавта Поповича має криволінійний обрис. Мікрорайони забудовані типовими житловими 5- і 9-поверховими будинками серії 1-КГ-480, 1-464А, 1У-438 і 16-поверховими будинками БПС-6. Загальна житлова площа масиву — 960 тисяч м². Орієнтація будівель забезпечує нормативну інсоляцію житлових приміщень. Для планування мікрорайонів характерні великі озеленені двори з спортивними та ігровими майданчиками.
Мережа культурно-побутового обслуговування організована за триступінчастою схемою, переважно в окремих кооперованих будівлях. Заклади повсякденного обслуговування групуються у зоні, де проживає 2-2,5 тисяч чоловік. До їхнього складу включені дитячі садки-ясла і вбудовані, а також окремі будівлі магазинів з продажу товарів першої необхідності. У кожному мікрорайоні передбачений господарчий блок.
Підприємства другого ступеня обслуговують 10-12 тисяч чоловік і зосереджені в громадському центрі мікрорайону. Ці кооперовані 2-3-поверхові будівлі з гастрономом, їдальнею, промтоварним магазином або побутовими закладами. Підприємства періодичного використання містяться в основному, у громадському центрі житлового району на вулиці Мілютенка.

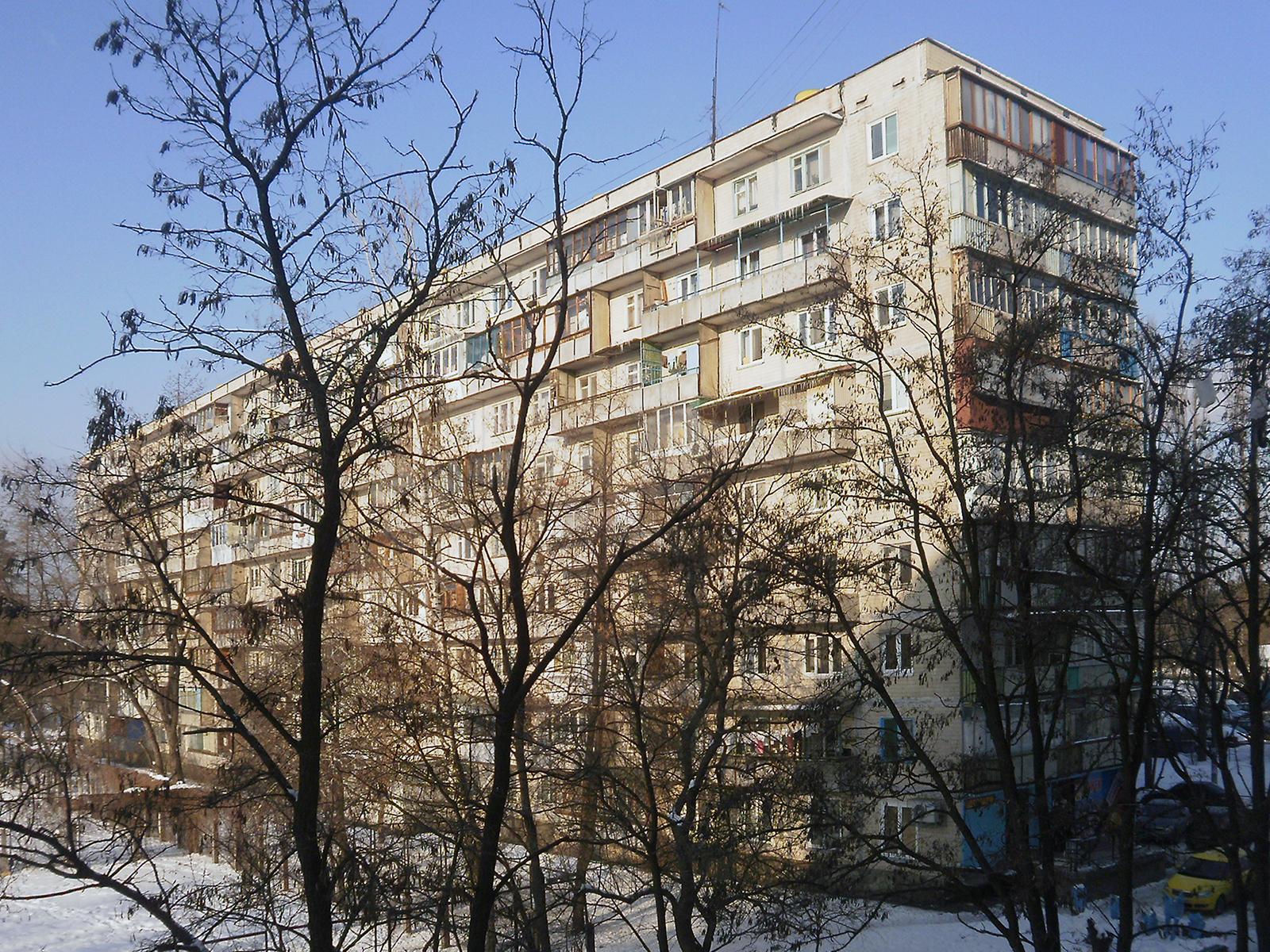
вул. Космонавта Поповича, 16 — серія 1-КГ-480, 1972 р.
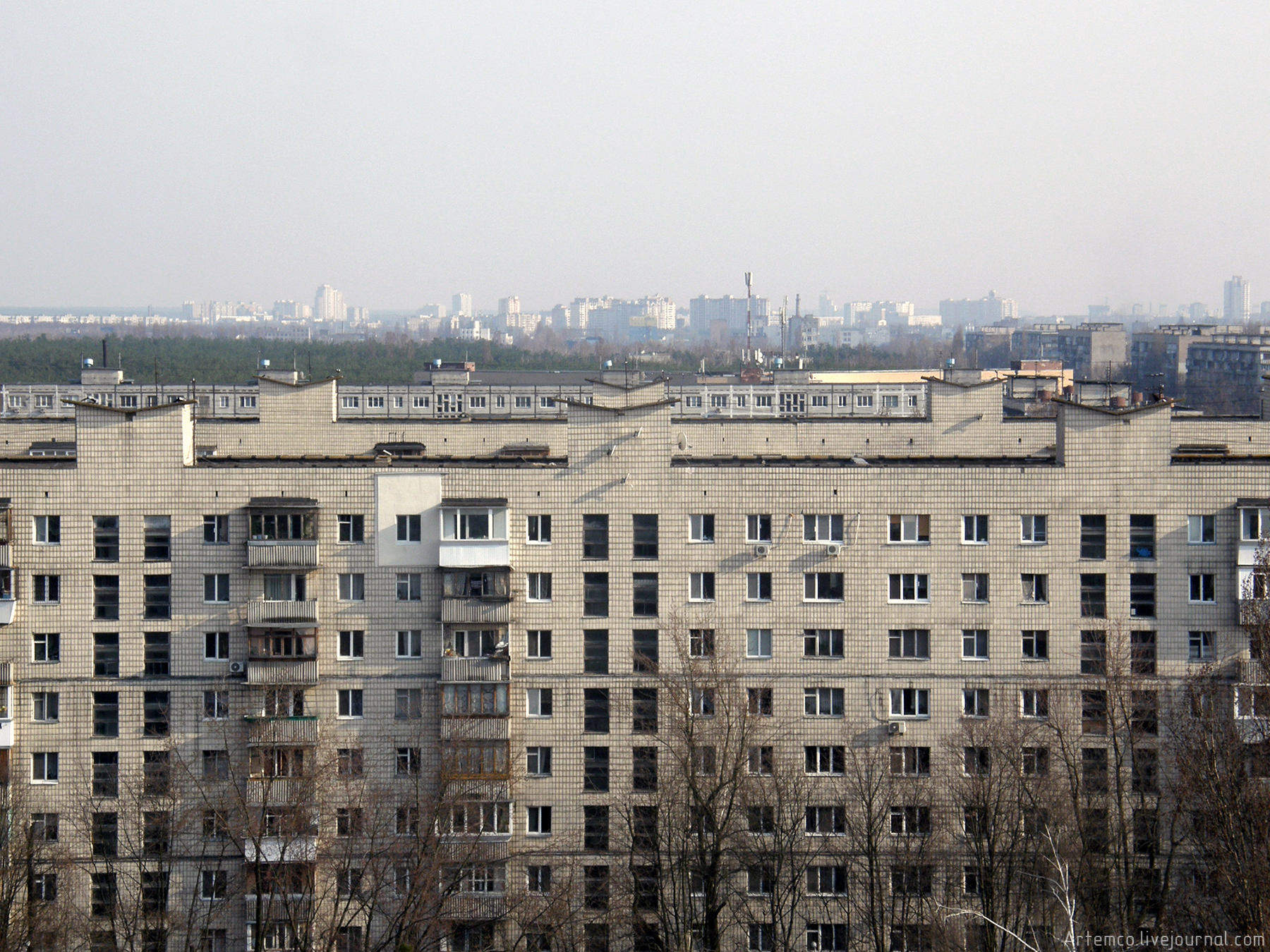
вул. Кубанської України, 28 — серія 1У-438, 1972 р.
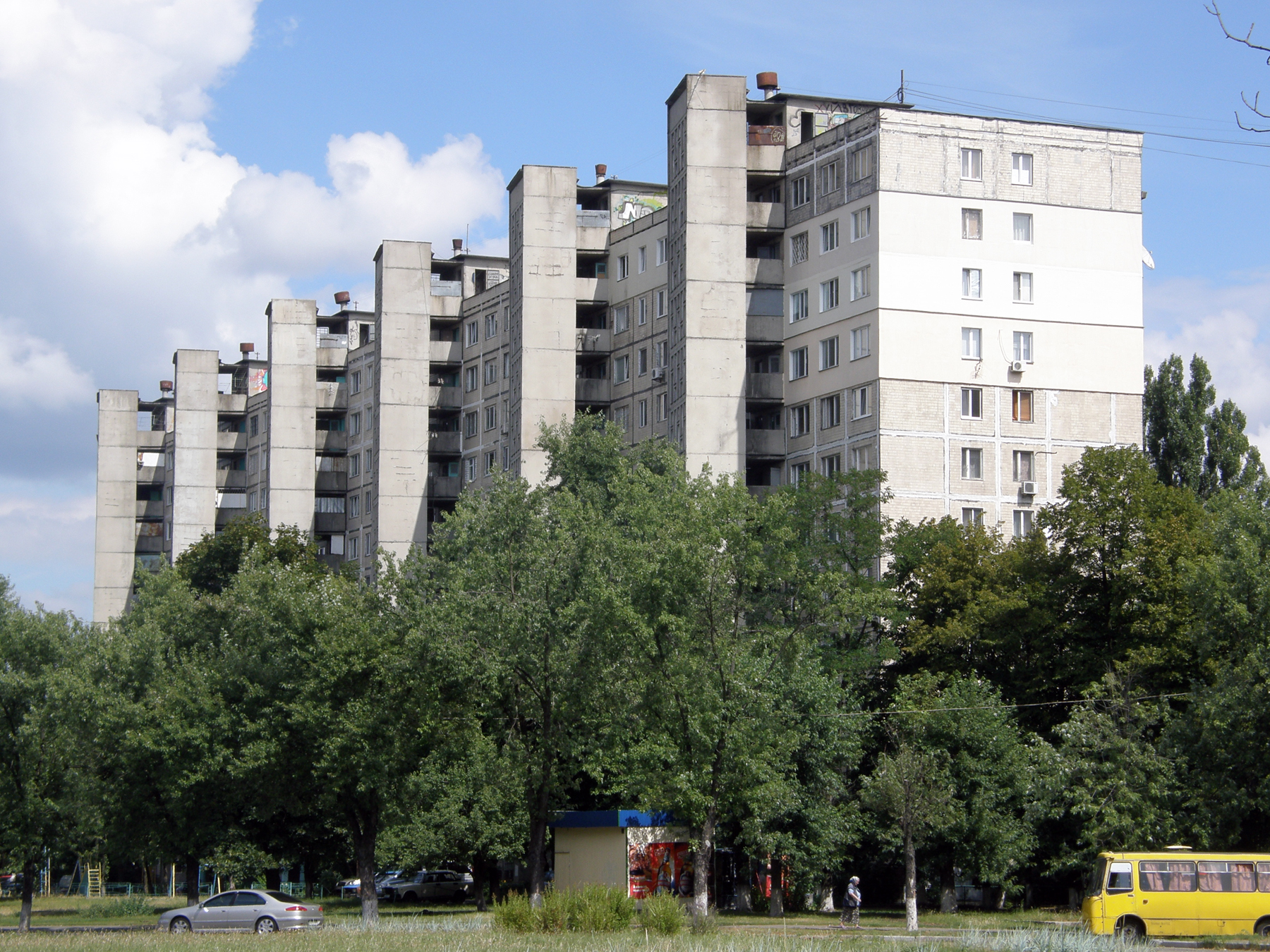
вул. Космонавта Поповича, 8 — серія 1-464А, 1972 р.
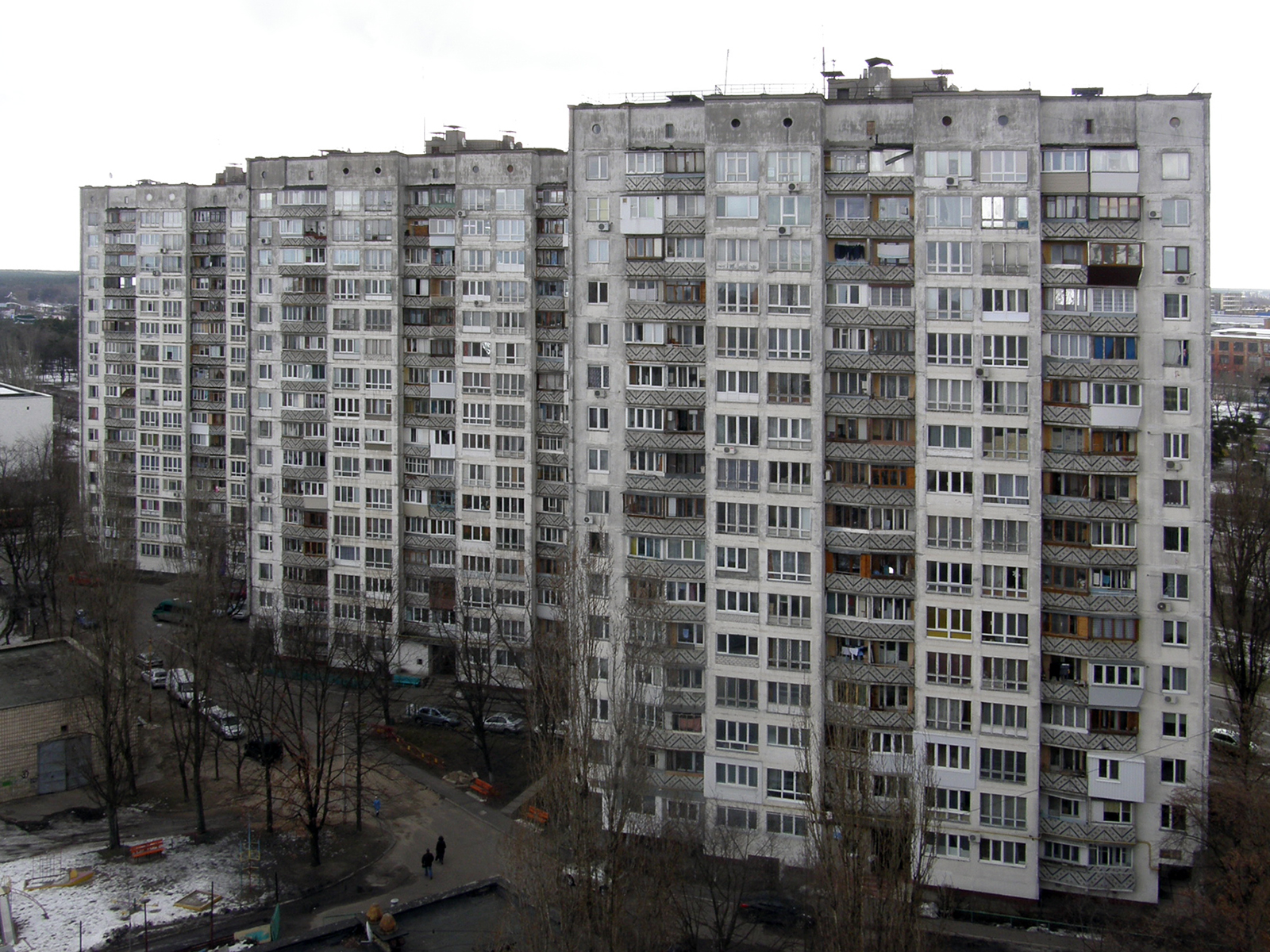
вул. Кіото, 11, за ним 13 і 15 — серія БПС-6, 1976 р.

## Освіта
На території масиву розташовані:
- Економіко-правовий ліцей

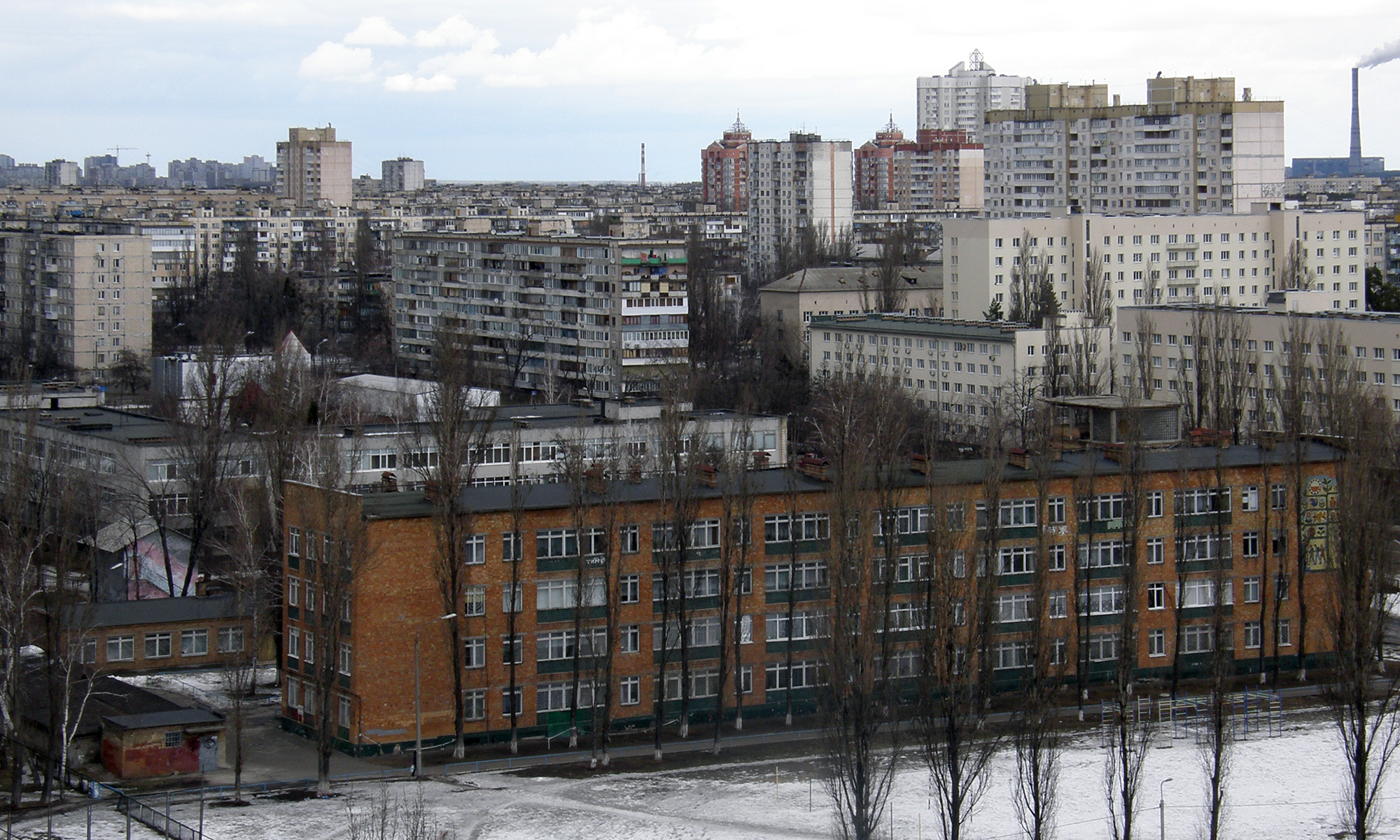
школа № 189, типовий проєкт 2-02-964у, 1967

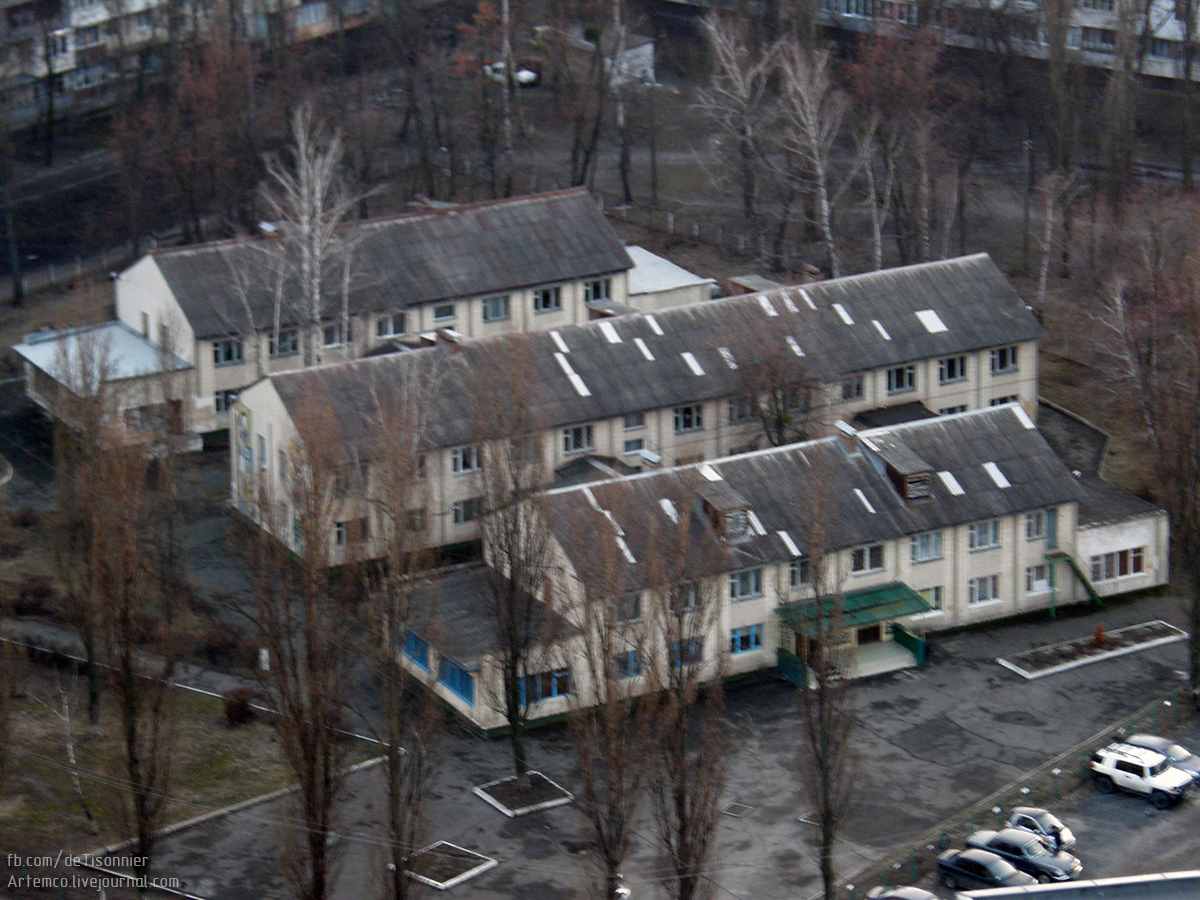
Центр дитячої та юнацької творчості Деснянського району, типовий проєкт 2У-04-480КД-280/63

- Київський національний торговельно-економічний університет;
  - Вище комерційне училище Київського національного торговельно-економічного університету;
- Київський міський медичний коледж;
- Гімназія № 39;
- Середня школа № 147;
- Середня школа № 152;
- Середня школа № 189;
- Київська школа № 190;
- Середня школа № 202;
- Середня школа № 207;
- Середня школа № 212;
- Середня школа № 213;
- Олімпійський фаховий коледж імені Івана Піддубного;

## Культура і мистецтво
- Храм святих мучеників Адріана та Наталії
- Храм святителя Миколая (пам'яті жертв ІІ Світової війни)
- Бібліотека № 119 для дітей;
- Бібліотека імені Степана Олійника;
- Бібліотека імені Василя Кучера;
- Бібліотека для дітей імені Юрія Гагаріна;
- Національна кінематека України;
- Музична школа № 19;
- Кінотеатр «Кіото»;

## Транспорт
Лісовий масив обслуговує станція метро «Лісова», від якої по району ходять автобуси, тролейбуси та маршрутні таксі. Також відносно досяжною до мешканців масиву є станція метро «Чернігівська».
Вздовж масиву проходить відрізок важливої транспортної магістралі міста — Малої Окружної дороги.

## Відомі мешканці масиву
- Василь Бокоч — український співак, народний артист України.
- Володимир Дахно (1932–2006) — український режисер-аніматор, автор серіалу «Як козаки…»
- Лесь Сердюк — український актор театру та кіно
- Петро Римар — український архітектор, член Національної спілки архітекторів України, член International Council on Monuments and Sites (ICOMOS) (Міжнародної ради з питань пам'яток і визначних місць), почесний член Українського національного комітету ICOMOS, член Українського товариства охорони пам'яток історії та культури (УТОПІК)
- Юр'єв Флоріан Ілліч  — український педагог, художник, архітектор, композитор, мистецтвознавець, науковець, кольорист, майстер-художник скрипкових музичних інструментів, кандидат мистецтвознавства, поет, заслужений працівник культури України, doctor of Art, громадський діяч;
- Гутцайт Вадим Маркович – олімпійський чемпіон 1992р. у складі Об'єднаної команди